# Hillsboro (Alabama)
Pour les articles homonymes, voir Hillsboro.
Hillsboro est une municipalité américaine située dans le comté de Lawrence en Alabama.
Selon le recensement de 2010, sa population est de 552 habitants. La municipalité s'étend sur 1,88 milles carrés (4,87 km2).

## Démographie
| 1880 | 1900 | 1910 | 1920 | 1930 | 1940 | 1950 | 1960 |
| ---- | ---- | ---- | ---- | ---- | ---- | ---- | ---- |
| 218  | 256  | 202  | 248  | 240  | 292  | 257  | 218  |

| 1970 | 1980 | 1990 | 2000 | 2010 | - | - | - |
| ---- | ---- | ---- | ---- | ---- | - | - | - |
| 222  | 278  | 587  | 608  | 552  | - | - | - |